# Sean Dundee
Sean William Dundee (Durban, Sudáfrica, 7 de diciembre de 1972) es un ex-futbolista germano-sudafricano, se desempeñaba como delantero. Jugó la mayor parte de su carrera deportiva en Alemania, con breves estancias en Austria, Inglaterra y su país natal, Sudáfrica.

## Clubes
| Club                | País       | Año         |
| ------------------- | ---------- | ----------- |
| Stuttgarter Kickers | Alemania   | 1992 - 1994 |
| TSF Ditzingen       | Alemania   | 1994 - 1995 |
| Karlsruher SC       | Alemania   | 1995 - 1998 |
| Liverpool FC        | Inglaterra | 1998 - 1999 |
| VfB Stuttgart       | Alemania   | 1999 - 2003 |
| FK Austria Viena    | Austria    | 2003 - 2004 |
| Karlsruher SC       | Alemania   | 2004 - 2006 |
| Kickers Offenbach   | Alemania   | 2006 - 2007 |
| Stuttgarter Kickers | Alemania   | 2007        |
| Kickers Offenbach   | Alemania   | 2007 - 2008 |
| AmaZulu FC          | Sudáfrica  | 2008 - 2009 |
| VSV Büchig          | Alemania   | 2013 - 2015 |
| FV Grünwinkel       | Alemania   | 2015        |